# Maurice Bologne
Pour les articles homonymes, voir Bologne (homonymie).
 (octobre 2017).
Si vous disposez d'ouvrages ou d'articles de référence ou si vous connaissez des sites web de qualité traitant du thème abordé ici, merci de compléter l'article en donnant les références utiles à sa vérifiabilité et en les liant à la section « Notes et références ».
Maurice Bologne (Liège 4 mai 1900 - Nalinnes 26 février 1984) est un homme politique et historien wallon, il est le fils de Joseph Bologne, homme politique socialiste, Bourgmestre de Liège en 1940.

## Biographie
Maurice Bologne défendit en 1928 la thèse du caractère ouvrier de la révolution belge de 1830 sous le titre L'insurrection prolétarienne de 1830 en Belgique. 
Pour Maurice Bologne, la révolution de 1830 s'explique avant tout par les difficultés économiques rencontrées dans la partie méridionale du Royaume des Pays-Bas. Son livre a été réédité en 1979 par les éditions Kritak (Leuven), avec une préface de Gale et van Zileghme, en 1981 par la revue Critique Politique et cette année par les éditions Aden.
Maurice Bologne rencontra l'abbé Jacques Mahieu, participa à la fondation de Wallonie libre, devint sénateur du Rassemblement wallon de 1968 à 1974. Il figure parmi les signataires du Manifeste pour la culture wallonne de 1983.
Maurice Bologne est l'un des artisans de l'accord Schreurs-Couvreur qui prend place dans une longue série de contacts directs entre militants flamands et wallons qui seront à l'origine du fédéralisme en Belgique.